# Desde cero
Desde cero es el octavo álbum de estudio de la banda argentina de reggae Los Pericos, publicado en la Argentina el 6 de diciembre de 2002 por el sello Universal Music. Marcó el inicio de la relación contractual con este sello discográfico y fue el último disco del grupo con Bahiano como cantante.
El álbum incluye el tema "Complicado y Aturdido", cover del grupo brasileño Os Raimundos (fue el primer corte), y cuenta con la participación de Mimi Maura en «Bolero» y Ciro Pertusi en «Desigual».

## Historia
Desde cero fue producido por Los Pericos y cuenta con arreglos de cuerdas y vientos a cargo de Alejandro Terán. Fue publicado el 13 de noviembre de 2002 en México y el 6 de diciembre del mismo año en la Argentina. Un par de meses antes, la banda había firmado con la filial mexicana de Universal Music.
El álbum fue grabado en los estudios Robledo Sound Machine de Buenos Aires, entre enero y abril de 2002. La preproducción digital tuvo lugar en Chapa Som Studios de Buenos Aires. Fue mezclado en El Pie Recording Studios de Buenos Aires entre abril y junio de 2002, y masterizado en Mr. Master por Eduardo Bergallo.
El disco confirma la madurez musical del grupo, manteniendo su perfil reggae pero incorporando sonidos que van del ska al rock, pasando por el punk y el bolero.
El guitarrista Juanchi Baleirón explicó que el título se debe a los cambios que acompañaron aquel momento: “Estábamos sin compañía, cambiamos de mánager, cambió el gobierno en medio de un quilombo increíble, cambio de la situación económica y social... Nos encontramos con ese contexto y el título reflejó lo que nos pasaba".
Por su parte, Bahiano indicó que “La frase ‘desde cero’ era el equivalente a ‘y ahora, ¿qué hacemos?’. Más que nada, se trataba de un nombre conciso e interesante para una producción de estudio después de cuatro años".

## Lista de canciones
| N.º   | Título                                      | Letras                         | Música                                            | Duración |  |
| 1.    | «Complicado y aturdido» («Mulher de Fases») | Fernando Hortal                | Rodolfo Abrantes · Digão                          | 3:48     |  |
| 2.    | «Nada te importó»                           | Fernando Hortal                | Los Pericos                                       | 4:36     |  |
| 3.    | «Bajo la lluvia»                            | Fernando Hortal                | Los Pericos                                       | 4:59     |  |
| 4.    | «Días de sol»                               | Fernando Hortal                | Los Pericos                                       | 4:11     |  |
| 5.    | «Casi nunca lo ves»                         | Fernando Hortal                | Fernando Hortal · Diego Blanco                    | 4:43     |  |
| 6.    | «Desde cero»                                | Fernando Hortal                | Fernando Hortal · Diego Blanco                    | 3:57     |  |
| 7.    | «Bolero» (con Mimi Maura)                   | Fernando Hortal · Alex Batista | Fernando Hortal · Alex Batista · Horacio Avedaño  | 4:21     |  |
| 8.    | «Babel»                                     | Fernando Hortal                | Fernando Hortal · Marcelo Blanco                  | 4:20     |  |
| 9.    | «Cerca de mi»                               | Fernando Hortal                | Fernando Hortal · Gastón Gonçalves                | 3:56     |  |
| 10.   | «Rutero»                                    | Fernando Hortal                | Los Pericos                                       | 4:22     |  |
| 11.   | «Desigual» (con Ciro Pertusi)               | Fernando Hortal                | Fernando Hortal · Ariel Raiman · Juanchi Baleirón | 4:07     |  |
| 12.   | «Get ready»                                 | Fernando Hortal                | Smokey Robinson                                   | 4:47     |  |
| 52:13 |                                             |                                |                                                   |          |  |

## Músicos

#### Los Pericos
- Juanchi Baleirón — guitarras, bajos y coros.
- Bahiano — voz.
- Willie Valentinis — guitarras.
- Diego "Chapa" Blanco — teclados, programación y coros.
- Gastón "Moreira" Gonçalves — bajo.
- Ariel "Topo" Raiman — batería.
- Marcelo Blanco — percusión.
- Horacio R. Avendaño — saxo (y guitarra en «Bolero»).[2]

#### Invitados
- Mimi Maura — voz en «Bolero».
- Ciro Pertusi — voz en «Desigual».
- Alejandro Terán — saxo.
- Miguel Ángel Tallarita — trompeta.
- Víctor Skorupski — saxo tenor, barítono y flauta.
- Palito Gervini — trombón.
- Juan Cruz Urquiza — trompeta.
- Dimitri Rodnoy — chelo.
- Kathia Lartchenco — violín.
- Gonzalo "Trent" Rainoldi — guitarra en «Desigual».